# Бродек у Простјејову
Бродек у Простјејову (чеш. Brodek u Prostějova) је насељено мјесто са административним статусом варошице (чеш. městys) у округу Простјејов, у Оломоуцком крају, Чешка Република.

## Становништво
Према подацима о броју становника из 2014. године насеље је имало 1.529 становника.